# Campylostelium brachycarpum
Campylostelium brachycarpum là một loài rêu trong họ Ptychomitriaceae. Loài này được (Nog.) Z. Iwats., Tateishi & Tad. Suzuki mô tả khoa học đầu tiên năm 1999.